# Kolkata Film Festival
Das Kolkata Film Festival findet jährlich, immer vom 10. bis 17. November, in der indischen Stadt Kolkata statt.
Das Filmfestival dauert sieben Tage und zieht um die 100.000 Zuschauer an. Es hat keinen internationalen Wettbewerb.
Seit 1995 wird das Festival jährlich veranstaltet. Allerdings gab es bereits 1952 ein internationales Filmfestival in Kolkata, das auf die Gründung einer Film Society im Jahr 1947 zurückgeht. Die Stadt war 1907 auch die erste Indiens, in der ein fest stehendes Kino errichtet wurde. Von jeher ist Kolkata auch eines der Zentren der indischen Filmindustrie, insbesondere für Filme auf Bengali.
Während sich die beiden anderen großen Filmfestivals in Indien, das International Film Festival of India (in Goa) und das International Film Festival of Kerala, auf asiatische bzw. afrikanische und lateinamerikanische Filme spezialisiert haben, werden in Kolkata auch Filme aus Europa und Nordamerika gezeigt.
Diese drei Festivals sind die einzigen in Indien, die beim internationalen Filmproduzentenverband FIAPF akkreditiert sind.